# Cyanopterus berlandi
Cyanopterus berlandi är en stekelart som först beskrevs av Granger 1949.  Cyanopterus berlandi ingår i släktet Cyanopterus och familjen bracksteklar. Inga underarter finns listade i Catalogue of Life.